# غلوريا كاتس
غلوريا كاتس (بالإنجليزية: Gloria Katz) هي منتجة أفلام وكاتبة سيناريو أمريكية، ولدت في 25 أكتوبر 1942 في لوس أنجلوس في الولايات المتحدة، وتوفي بنفس المكان في 25 نوفمبر 2018.

## وصلات خارجية
- غلوريا كاتس على موقع IMDb (الإنجليزية)
- غلوريا كاتس على موقع ألو سيني (الفرنسية)
- غلوريا كاتس على موقع أول موفي (الإنجليزية)
- غلوريا كاتس على موقع قاعدة بيانات الأفلام السويدية (السويدية)
- غلوريا كاتس على موقع ديسكوغز (الإنجليزية)
- غلوريا كاتس على موقع قاعدة بيانات الفيلم (الإنجليزية)
- غلوريا كاتس على موقع كينوبويسك (الروسية)